# Wikia
Wikia er et aktieselskab grundlagt af Wikipedias grundlægger Jimmy Wales i 2004.
Wikia hed oprindeligt Wikicities og blev lanceret som en samling af forskellige specialiserede wikis, herunder Wikipedia-parodien Uncyclopedia, Star Trek-wikien Memory Alpha, Star Wars-wikien Wookiepedia, musik-wikien LyricWiki m.fl.. I 2007, blev navnet ændret til Wikia.
I forbindelse med sit fire års jubilæum som selskab i september 2008, lancerede Wikia Wikia Green. I 2016 lancerede Wikia portalen FANDOM som omfatter fan-producerede wikis indenfor popkultur.
Wikia købte i 2018 YouTube-kanalen Screen Junkies, kendt for webserien Honest Trailers.